# Ondood

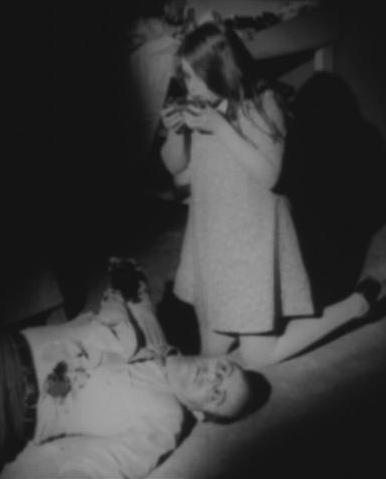
Een zombie eet haar slachtoffer in Night of the Living Dead (1968)

Ondood is een fictieve toestand waarin een mens of ander wezen terechtkomt als deze is gestorven, maar teruggehaald is uit de dood. Iemand of iets terughalen uit de dood geschiedt door toverkunst of bepaalde chemische en andere procedés. Tovenaars die wezens uit de dood kunnen terughalen worden aangeduid als dodenbezweerder (necromancer). Omdat wezens terughalen uit de dood gezien wordt als pervers, is dit meestal een handelwijze van kwade wezens (zwarte magie in tegenstelling tot witte ofwel goede magie).
Er bestaan verschillende soorten ondoden. Ze kunnen oorspronkelijk mensen zijn geweest, maar dat hoeft niet. Ook dieren en fantasiewezens kunnen uit de dood terugkeren. Sommigen hebben zowel herinneringen aan hun vorige leven als hun eigen wil (vampiers), maar sommigen hebben geen van beiden en zijn niets meer dan slaven van degene die ze uit de dood opwekte.
Ondoden bezitten vaak één of meer van de volgende kenmerken:
- hun lichaamskleur is bleek/grijs;
- ze hebben geen hartslag;
- ze hebben de lichaamstemperatuur van hun omgeving;
- ze deinzen nergens voor terug, want ze kunnen geen pijn voelen;
- het is onmogelijk om ze dood te maken, want ze zijn al dood;
- heilige symbolen zoals kruisen en wijwater zijn schadelijk of zelfs fataal voor ze;
- ze kunnen slecht tegen vuur (en soms zilver);
- ze stinken.

Ondoden worden teruggevonden in veel fantasieverhalen en roleplayinggames. Voorbeelden zijn:
- vampier;
- zombie;
- spook/geest;
- duistere ridder/zwarte rijder/nazgûl;
- levend skelet.

Het thema werd op komische toon behandeld door Roman Polanski in zijn film The Fearless Vampire Killers uit 1967. Een voorbeeld van een televisieserie waarin het idee veel voorkomt is Buffy the Vampire Slayer.